# Hannon Hill
Der Hannon Hill ist ein unverschneiter, 1110 m hoher Felsenhügel im ostantarktischen Viktorialand. Er ragt an der Westseite der Mündung des Amos-Gletschers in den Blue Glacier auf.
Das Advisory Committee on Antarctic Names benannte ihn 1992 nach dem US-amerikanischen Kartografen Timothy J. Hannon vom United States Geological Survey, der zwischen 1988 und 1989 gemeinsam mit neuseeländischen Mitarbeitern auf der Vanda-Station zu Beobachtungsstudien in den Antarktischen Trockentälern tätig und an der Neubestimmung der Position des geographischen Südpols beteiligt war.